# Estigmene brosi
Estigmene brosi är en fjärilsart som beskrevs av De Toulgoët 1986. Estigmene brosi ingår i släktet Estigmene och familjen björnspinnare. Inga underarter finns listade i Catalogue of Life.